# 和倉聡美
和倉 聡美（わくら さとみ、1982年1月18日 - ）は、ディスカバリー・ネクスト所属のフリーアナウンサー。元MRO北陸放送アナウンサー。

## 人物
奈良県出身。芦屋大学卒業後、2005年北陸放送に入社。2006年3月退社。その後圭三プロダクションを経て、ディスカバリー・ネクストに所属。Jリーグ中継（CS・BS）のリポーターやFM COCOLOでDJなどを務めている。
2002年度阪神タイガースマスコットガール・リリーフガールでもある。

## 担当番組
北陸放送
- テレビとラジオのニュース
- まぜごはんリポーター
- 今日も“シャキ”っと 金曜日リポーター（ラジオ）

フリー
- Fresh Music Box （FM COCOLO、2002年[1] - 2023年3月26日）